# 膜萼离蕊茶
膜萼离蕊茶（学名：Camellia scariosisepala）为山茶科山茶属下的一个种。

## 扩展阅读
- 維基物種上的相關：膜萼离蕊茶